# ウイルス構造タンパク質
ウイルス学において、ウイルス構造タンパク質（ういるすこうぞうたんぱくしつ、英: viral structural protein）とは、成熟したウイルスの構造的な構成要素となるウイルスタンパク質のことである。
例として、 SARSコロナウイルスの3aおよび7aアクセサリータンパク質があげられる。

## 例

### バクテリオファージT4の構造タンパク質
バクテリオファージT4（ファージT4）のビリオン形成中に、ファージ遺伝子にコードされた構造タンパク質は、特徴的なシーケンスで相互作用する。ウイルス感染中に産生されるこれらの構造タンパク質について、それぞれの量の適切なバランスを維持することは、ファージT4の正常な形態形成にとって重要であると考えられる。ファージT4にコード化されたビリオンの構造を決定しているタンパク質には、主要な構造成分、マイナーな構造成分、そして形態形成シーケンスの特定ステップを触媒する非構造タンパク質が含まれる。ファージT4の形態形成は、YapとRossmanによって詳述されたように、頭部、尾部、長い尾部繊維という3つの独立した経路に分けられる。